# Samson Occom
Samson Occom, o meno corretto Occum (1723 – New Stockbridge, 14 luglio 1792), è stato un religioso e pedagogista statunitense.
Era un nativo americano, pastore presbiteriano e membro della nazione Mohegan, che aveva sede vicino a New London (Connecticut). Fu il primo nativo americano che pubblicò documenti e testi in lingua inglese. Insieme a John Eliot è conosciuto come una delle persone più importanti che crearono un interscambio tra le comunità native americane e la cultura europea cristianizzata.
Nel 1785, insieme a due altri capi, organizzò gli indiani cristiani appartenenti alle tribù Mohegan e varie tribù Pequot del New England e della parte orientale di Long Island in una tribù chiamata Brothertown Indians.

## Biografia
Era nato da Joshua Tomacham e sua moglie Sarah, che si ritiene fosse una discendente diretta di Uncas, un illustre capo Mohegan. Nel 1743, all'età di 20 anni, Occom ebbe l'occasione di ascoltare gli insegnamenti di predicatori evangelici cristiani durante il periodo del Great Awakening (Grande Risveglio). Iniziò a studiare teologia presso la Lattin School di Eleazar Wheelock nel 1743 e vi rimase per quattro anni, lasciandola per iniziare la sua carriera. Imparò a leggere e parlare l'ebraico. Da giovane l'unico libro che possedeva era la Bibbia. Dal 1747 fino al 1749 divenne allievo del reverendo Solomon Williams a New London (Connecticut).

### Istruzione
Nel periodo tra il 1749 e il 1761 Occom divenne insegnante, predicatore e giudice presso i nativi americani a Montauk, Long Island, dove sposò una donna della tribù Montauk, Mary Fowler, nell'autunno 1751, da cui ebbe dieci figli. Contribuì a fare adottare ai Pequot case, abiti e cultura europea. Fu ufficialmente ordinato ministro del culto il 30 agosto 1759 dal presbiterio di Suffolk. Occom non ebbe mai lo stesso stipendio dei predicatori bianchi, anche se gli era stato promesso, e visse in estrema povertà per gran parte della sua vita. Era stipendiato dalla "Society in Scotland for Propagating Christian Knowledge". Nel 1761 e nel 1763, la sua predicazione lo portò in sei nazioni indiane. Senza ottenere molte conversioni tornò ad insegnare a Mohegan (Connecticut).
Wheelock istituì nel 1754 una scuola indiana di beneficenza, con i contributi di Joshua Moor, e convinse Occom a recarsi in Inghilterra nel 1766 per raccogliere fondi per la scuola, insieme al rev. Nathaniel Whitaker. Si imbarcarono a Boston il 23 dicembre 1765 e arrivarono in Inghilterra, a Brixham il 3 febbraio 1766. Occom predicò i suoi ideali attraverso l'Inghilterra dal 16 febbraio 1766 al 22 luglio 1767. Pronunciò in totale tra trecento e quattrocento sermoni, raccogliendo grandi folle ovunque andasse. Alla fine del suo viaggio aveva raccolto più di 12.000 sterline per il progetto di Wheelock. Re Giorgio III donò 200 sterline e William Legge, 2º conte di Dartmouth contribuì con 50 ghinee.
L'amicizia tra Occom e Wheelock finì nel luglio 1771, quando Occom seppe che Wheelock aveva trascurato di occuparsi di sua moglie e dei suoi figli mentre lui era assente. Occom rimase deluso anche dal fatto che Wheelock usò i fondi raccolti per la creazione del Dartmouth College che aveva lo scopo di istruire gli inglesi e non i nativi americani. Nel 1768 Occom scrisse un testo 10 pagine A Short Narrative of My Life (un breve racconto della mia vita) che fu tenuto in archivio nel Dartmouth College fino alla pubblicazione nel 1982. Pubblicò anche Sermon at the Execution of Moses Paul e A Choice Collection of Hymns and Spiritual Songs nel 1774.

### La missione sacerdotale e gli ultimi anni
Al suo ritorno dall'Inghilterra, Occom visse con i Mohegan. Lavorò per organizzare le popolazioni residue del New England e i nativi di Long Island in una nuova tribù chiamata Brothertown Indians. Essi migrarono a Oneida nel centro dello Stato di New York nel 1785, dove la tribù venne ufficializzata. Il loro insediamento fu nominato "Brothertown". Gli Oneida, tribù di religione cristiana, invitarono anche altri indiani cristiani a vivere con loro: i Mohegan di Stockbridge dal Massachusetts occidentale e due gruppi Lenape dal New Jersey. I Mohegan fondarono quella che chiamarono New Stockbridge nel nord dello stato di New York, vicino al lago Oneida. Occom morì il 14 luglio 1792 a New Stockbridge, nello Stato di New York, e fu sepolto appena fuori Bogusville Hill Road, vicino a Deansboro,, nello Stato di New York (in passato nota come Brothertown).

### Eredità
Samson Occom supervisionò la creazione di insediamenti di nativi a New Stockbridge e a Brotherton (in origine localizzata vicino Waterville, nello Stato di New York) dopo che diverse tribù furono d'accordo con i legislatori di New York di riservare terreni per gli insediamenti degli europei. Occom fu l'artefice non solo dello statuto di questi insediamenti nel 1787, ma anche dello sfratto dei coloni bianchi dal villaggio di Brotherton il 12 aprile 1792.Ciò contribuì a creare un precedente legale per la doppia cittadinanza dei nativi sia negli Stati Uniti sia nella nazione tribale.
Nella prima metà del XIX secolo molti indiani Brothertown si trasferirono in quella che oggi è conosciuta come la città di Brothertown nella Contea di Calumet (Wisconsin). Gli indiani Brothertown stanno chiedendo al governo federale il riconoscimento della loro tribù. Si tratta in effetti di un secondo riconoscimento. Il riconoscimento federale fu inizialmente conseguito dal popolo Brothertown quando accettò la cittadinanza statunitense nel tentativo di evitare di essere spostato ancora una volta. Da allora, la politica degli Stati Uniti è cambiata e i nativi americani sono, ovviamente, sia cittadini americani, sia cittadini delle loro rispettive nazioni. Tuttavia la prima concessione della cittadinanza agli indiani Brothertown, primi nativi ad ottenere la cittadinanza statunitense, di fatto li privò di quella che oggi si chiama "sovranità tribale".
Nella seconda guerra mondiale, nel 1943, fu costruita una nave della classe Liberty con il nome SS Samson Occum in suo onore.
Diverse località vicino al Dartmouth College di Hanover, New Hampshire portano il suo nome. Occom Pond (stagno) e Occom Ridge (crinale) si trovano sul bordo settentrionale del campus universitario. N. Bruce Duthu è Samson Occom Professor of Native American Studies e presidente del programma di Native American Studies (NAS) al Darmouth.
L'"Occom Commons community space" si trova nell'edificio Goldstein, nel distretto residenziale McLauglin di recente apertura.
Nel campus della Eastern Connecticut State University di Willimantic (Connecticut) una sala in una residenza degli studenti ha il nome Occom.

## Venerazione
Occom è onorato con un giorno di festa, nel calendario liturgico della Chiesa episcopale, il 14 luglio.